# Trude Esser
Trude Esser (* 19. September 1925 in Düsseldorf; † 18. März 2015 ebenda) war eine deutsche Bildhauerin.

## Leben
Esser, Tochter eines Bäckermeisters aus Düsseldorf-Pempelfort und Schwester des fünf Jahre älteren Künstlers Hannes Esser, erhielt eine erste künstlerische Ausbildung in der Kunstschule von Hans Carp. In der frühen Nachkriegszeit folgte das Studium an der Düsseldorfer Kunstakademie. Dort war sie zusammen mit Günter Grass Schülerin in der Klasse von Josef Mages. 

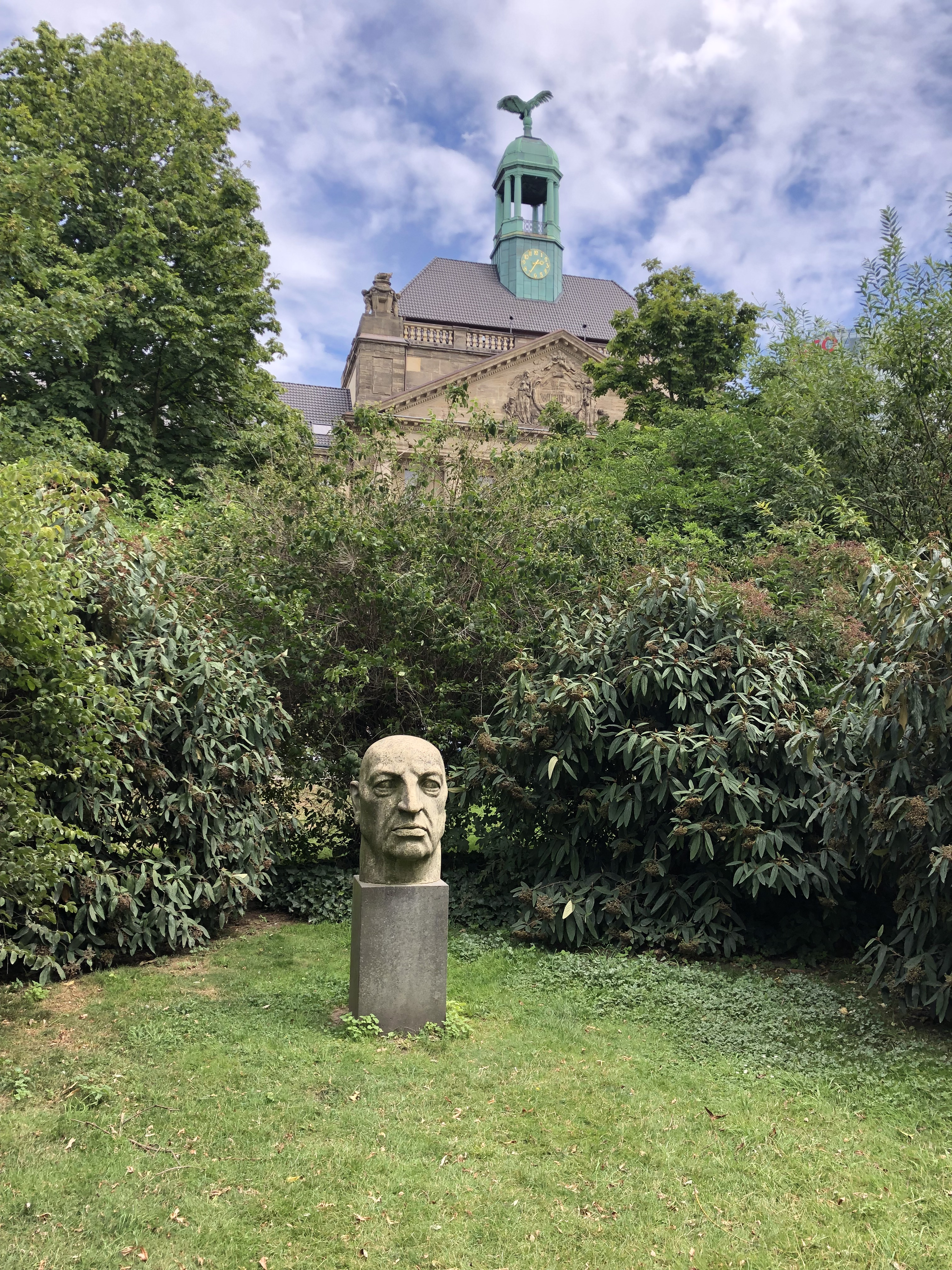
Großer Kopf (1984)

1984 porträtierte sie Mages’ Kopf in Gestalt einer gebrannten Tonskulptur und platzierte die Kopfbüste auf einem gleich großen Basaltlava-Sockel. Die Stadt Düsseldorf erwarb den „Großen Kopf“ 1990/91 auf der Großen Kunstausstellung NRW Düsseldorf und stellte die Plastik am Rande des Rheinparks gegenüber dem Gebäude der Bezirksregierung Düsseldorf auf. Der Kurator Johannes auf der Lake kommentierte das Werk so: „Der bedachte Umgang mit speziellen Materialien und das auffällig unauffällige Verhältnis von Skulptur und Sockel lassen die strenge Ernsthaftigkeit der bildhauerischen Arbeit von Trude Esser aufscheinen. Der menschliche Kopf als zentraler Ort seines Bewusstseins war seit jeher ein ausgesuchtes Thema bildhauerischer Auseinandersetzung. Ob als Porträt mit der Betonung der Eigenarten des Abgebildeten oder, wie im ‚Großen Kopf‘ von Trude Esser, eher entindividualisiert und zu allgemeingültigerer Aussage geformt.“
In den 1950er und 1960er Jahren war Trude Esser oft gesehener Gast im Lokal Zum Csikós, anfänglich eine simple Schänke, welche sich in den 1950er Jahren zur Jazz-Kneipe und zu einem beliebten Künstlertreff entwickelte. Auch in der „Kreuzherrenecke“ Altestadt 14, damals bekannt unter dem Namen „Bobby“, verkehrte sie. Dort kam sie mit Freunden und Künstlern zusammen, beispielsweise mit Bruno Goller, Germán Becerra, Anatol, Hannes Loos, Franz Witte, Peter Rübsam, Kurt Sandweg, Herbert Zangs, Günter Grass und dem Architekten Bernhard Pfau. Dort traf sie auch ihren Bruder Hannes Esser, welcher sich 1957 in der Einbrunger Mühle am Schwarzbach niederließ. Trude Esser hatte den Hinweis auf die Wohnmöglichkeiten in der Mühle durch den Architekten Bernhard Pfau erhalten, welcher ein Haus am Mühlenkamp hatte. Becerra und Witte verewigten Trude Esser 1957/58, vierte von links unten, auf dem Blechtrommelbild, welches sich seit 2009 in der Sammlung des Stadtmuseums Düsseldorf befindet.
Daniel Spoerri eröffnete gemeinsam mit dem Wirt Carlo Schröter (* 1935) im Jahre 1968 das Restaurant der Sieben Sinne am Düsseldorfer Burgplatz 19 (Ecke Mühlenstraße) und 1970 die „Eat Art Gallery“, wo Lebensmittel ausschließlich künstlerisch-bildnerische Verwendung fanden. Spoerri initiierte in regelmäßigen Abständen unter Mitwirkung zeitgenössischer Künstler verschiedene Editionen sowie Happenings, deren Relikte auch über die Galerie vertrieben wurden. 1972 war Trude Esser an der „Edition EAT“ beteiligt, einem Objektkasten, der mit Arbeiten gefüllt war, die von verschiedenen Künstlern in unterschiedlichen Techniken angefertigt worden waren.
Anlässlich der 700-Jahr-Feier Düsseldorfs war sie auf der Ausstellung Skulptur D-88, welche vom Bildhauer Peter Schwickerath organisiert wurde, mit einer Arbeit vertreten. Die Ausstellung, die von Mai bis Oktober 1988 dauerte, erstreckte sich über Kunststätten, Parks und Plätze der Stadt Düsseldorf. Weitere Teilnehmer der Ausstellung waren die Bildhauer Hede Bühl, Anatol Herzfeld, Paul Isenrath, Hannelore Köhler, Adolf Luther, Kurt Sandweg und Fritz Schwegler.
Schon früh wurde Trude Esser Mitglied im Verein der Düsseldorfer Künstler von 1844 (VdDK), zu deren Vorsitzenden sie gehörte. Ihr Atelier befand sich bis zuletzt im Atelierhaus Sittarder Straße 5. Als Mitglied im Verein zur Veranstaltung von Kunstausstellungen war sie fast regelmäßig an der Ausstellung Die Große im Museum Kunstpalast beteiligt. Ihrer gedenkend stellte der VdDK im Frühjahr 2016 zwei große Kopfskulpturen sowie drei kleinere Plastiken auf der Großen Kunstausstellung NRW Düsseldorf aus.

## Werk (Auswahl)
- Otto Schuster (Wirt des „Csikós“), modelliertes Porträt
- Plastik I, Große Kunstausstellung NRW Düsseldorf, 2011
- Boss, Gipskopf, patiniert[9]
- Plastiken, 2013